# Triceratopsini
Triceratopsini byl klad vývojově vyspělých a obvykle značně velkých rohatých dinosaurů (ceratopsidů), žijících v období pozdní svrchní křídy na území dnešních USA a Kanady. Fosilie těchto býložravých dinosaurů mají stáří zhruba 74,7 až 66,0 milionu let a patřily k prvním objeveným dinosauřím fosiliím na americkém Středozápadě. Tribus Triceratopsini byl formálně popsán paleontologem Nicholasem Longrichem v roce 2011.

## Zástupci

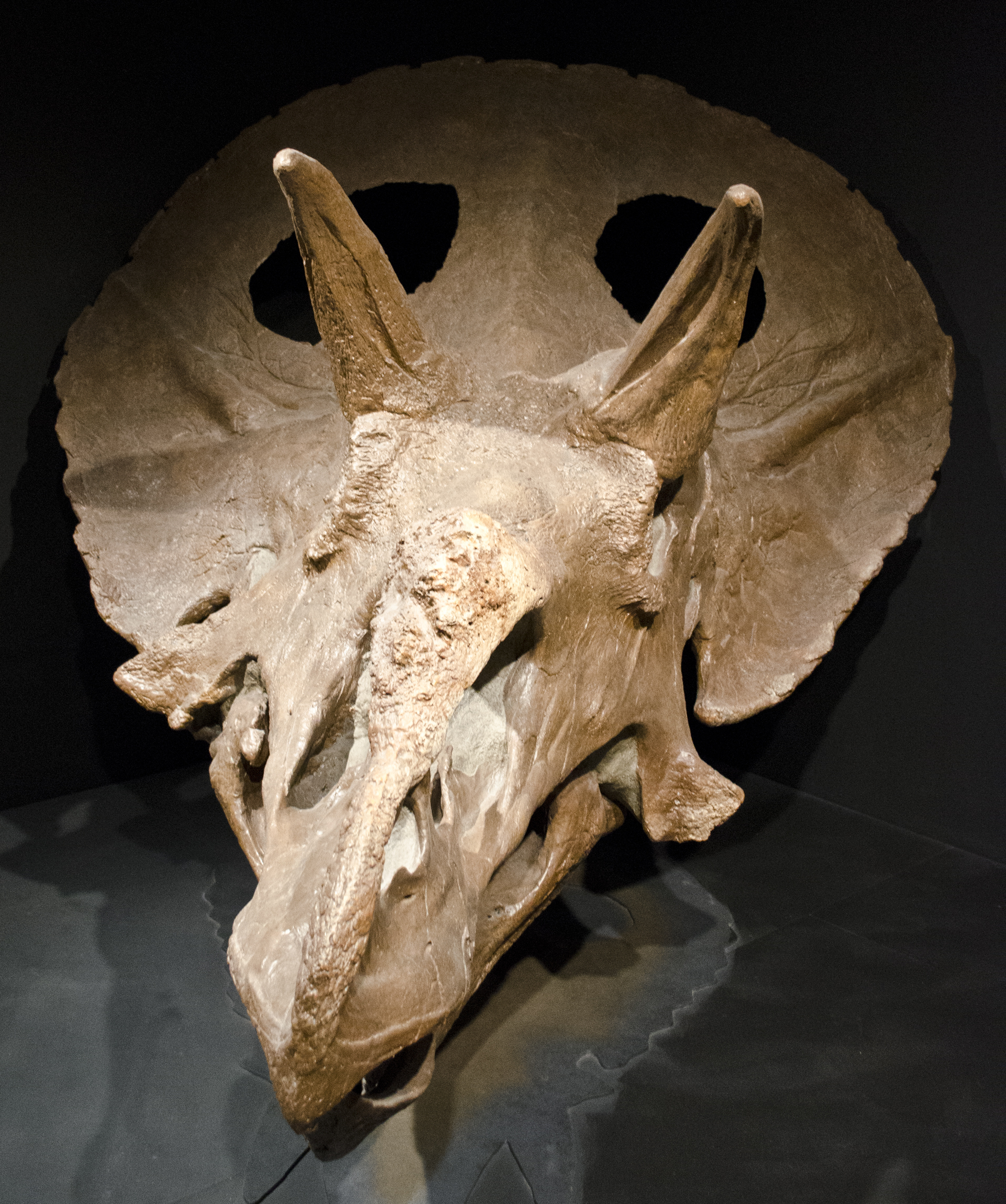
Lebka rodu Torosaurus o délce kolem 2,5 metru.

V současnosti řadíme do této skupiny následující rody ceratopsidů (z nichž však některé jsou potenciálně vědecky neplatné):
- †?Agathaumas
- †Eotriceratops
- †Nedoceratops[2]
- †Ojoceratops
- †Regaliceratops
- †?Tatankaceratops
- †Titanoceratops
- †Torosaurus[3]
- †Triceratops

## Popis

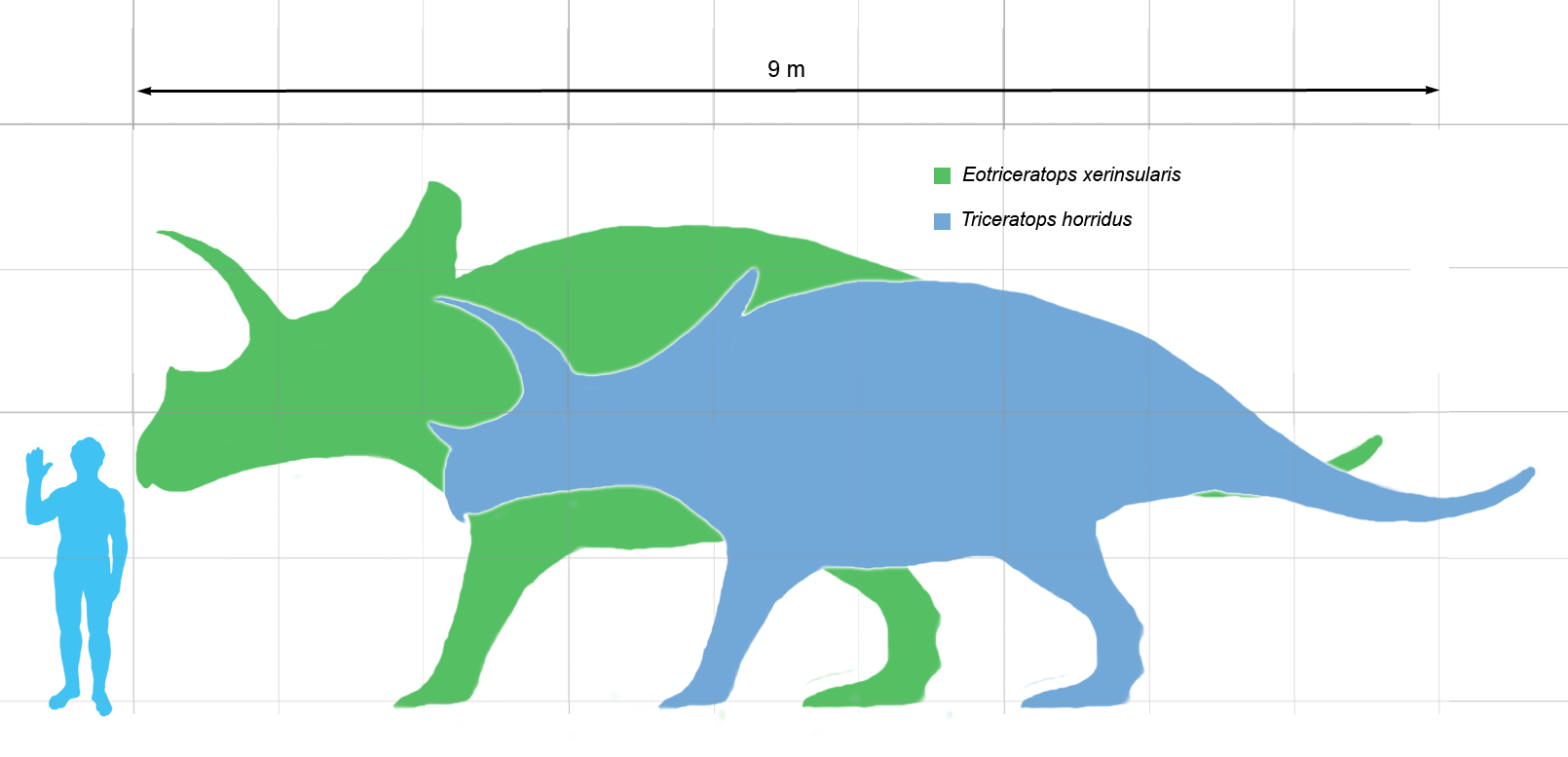
Eotriceratops a Triceratops ve velikostním porovnání s člověkem.

Jednalo se o mohutné býložravé čtvernožce žijící pravděpodobně ve stádech. Triceratopsini zahrnovali i největší známé rody ceratopsidů vůbec. Některé druhy dosahovaly délky přes 9 metrů a hmotnosti zřejmě až kolem 10 nebo i víc tun. Patřili tak k největším živočichům ve svých ekosystémech.
Zástupci této skupiny také disponovali nejdelšími lebkami mezi všemi známými suchozemskými obratlovci - ty byly i s lebečními límci dlouhé v rozpětí 2,3 až 3,2 metru. Mohutné lebky sloužily pravděpodobně i jako obranná zbraň před predátory z řad velkých teropodů (jako byl například rod Tyrannosaurus).
Někteří paleontologové se domnívají, že rod Torosaurus je ve skutečnosti jen dospělým exemplářem rodu Triceratops, tato hypotéza však již dnes není většinou uznávána. Samostatnost rodu Torosaurus podporuje i odborná práce o kanadských exemplářích tohoto taxonu, publikovaná v roce 2022.